# マスメディアに映る暴力の影響研究
マスメディアに映る暴力の影響研究（マスメディアにうつるぼうりょくのえいきょうけんきゅう）では、マスメディア素材が扱うテーマの暴力（特にビデオゲーム、テレビ、映画内の暴力）と現実世界での攻撃性や暴力との間にある時系的な相関関係の程度を調べた論説について説明する。
多くの社会科学者がこの相関関係を支持している。ただし、メディア研究には方法論的な問題があり、調査結果は誇張されたものだと主張する学識者も一部存在する。
マスメディアの与えうる有害影響に関する苦情は古来より存在しており、プラトンでさえも若者に及ぼす演劇の影響を懸念していた。三文小説、漫画、ポピュラー音楽、ロールプレイングゲームや対戦型格闘ゲーム、テレビ、映画、インターネットを含む様々なジャンルほかメディアに関して、同メディア利用者がより攻撃的、反抗的、不道徳になるのではないかとの推測を呼んでいる。これはメディアを背景としたモラルパニックの循環として単に収まってしまうと結論付ける学識者も何人かいる。1960年代におけるテレビの普及がこの新たなメディアの影響に関する研究を促すこととなった。この研究の多くは、アルバート・バンデューラによって展開された社会的学習理論に基づき導かれたものである。社会的学習理論は、人間が学習する1つの方法がモデリング手順によるものだと示唆している。

## メディア効果の学説

### 社会的学習理論
子供達は他人を観察することから攻撃性を学んでいるのではないか、というバンデューラの示唆から社会的学習理論は始まった。モデリング行動は彼の実施したボボ人形実験で観察された。バンデューラは攻撃的モデルを子供達に提示、その（子供達が見た）モデルは1分間ほど「無害な」組み立て玩具で遊んでいたが、やがてボボ人形に進み、ボボ人形を寝かせて暴力をふるった。具体的には、鼻を殴ったり、木槌で叩いたり、空中へ投げたり、蹴るなどし、加えて関連する口頭コメントも行われた。その後、ボボ人形のある部屋に子供達を入れて、子供達が先ほどビデオで見た行動を真似するのかを確認する実験である。
この実験結果では、子供達がビデオで見た行動をモデルにする傾向があったことが示されている。このことは、子供達がメディアで見た攻撃的行動を真似する可能性があることを示唆するものとして取り上げられることも多い。ただし、バンデューラの実験は幾つかの理由で批判されている。 第一に、攻撃対象のボボ人形（攻撃されることを意図されたもの）から人対人の暴力にまで至るのかを一般化するのが困難なこと。第二に、子供達は攻撃的になったというよりも単に実験者を喜ばせようと動機付けられた可能性がある（換言するなら、より攻撃的になるきっかけというより、子供達がそのビデオを指示だと見なした可能性がある）こと。第三に、バンデューラは後年の研究(1965)でボボ人形を叩いたことで大人のモデルが体罰を受けてしまうという条件を入れてみた（具体的には、ビデオ内の大人が実験者に押さえつけられ、叱られながら新聞紙で叩かれるというもの）。この実際の人対人の暴力は、恐らく代理強化によって、子供の攻撃的行動を実際に減少させた。これらの最終結論としては、幼い子供は攻撃性を自動的に真似してしまうのではなく、幼児ですら攻撃性の後先を考えることが示されている。 
子どもがメディアで暴力を目撃するのはごく一般的なことだと一部学識者は推定しているため、メディアに関する懸念は多くの場合この社会的学習理論のアプローチに従っている。

### 社会的認知理論
社会的認知理論は社会的学習理論に基づいたものだが、攻撃的な作り話から学習したりそれを起爆剤に攻撃性が活性化されることを示唆するものである。脱感作や覚醒・興奮もまた後者の社会的認知理論に含まれる。脱感作の概念は学界および世間一般から特に大きな関心を集めている。メディアで暴力を何度も目にしていると、当初の不安や嫌悪感のレベルが低下したり弱まるように心的飽和（要は繰り返しに飽きてくる）や感情的調整が行われることが理論付けられている。例えば2016年に実施された調査では、大学生被験者が暴力的あるいは非暴力的なビデオゲームを20分間プレイするよう無作為に割り当てられた。その後、10分の実際の暴力ビデオを視聴するよう要請された。暴力的ゲームをプレイした学生は、暴力的ゲームをプレイしなかった学生よりも、想定されていた攻撃的行動による影響が著しく少ないことが観察された。ただし、想定の度合いが、参加者にとって「信じられる」程度なのか参加者が「要求特性」で対処してしまったのかは不明である（後述の#批判を参照）。
社会的認知理論は間違いなく長年にわたってメディアの暴力効果に関する最も支配的な定説であったが、とはいえ近年は批判を浴びている。攻撃性の社会的認知理論は時代遅れで撤回させるべきだと近年の学術会は示唆している。また一部の学識者は、暴力行為を継続的に見ることでティーンエイジャーが暴力的になりやすくなると主張している。

### 触媒モデル
代替理論の一つに、暴力の因果関係を説明するために提案された触媒モデルがある(Ferguson et al., 2008)。触媒モデルは新しい理論で広範な試験は行われていない。この触媒モデルによると、暴力は遺伝子的影響と初期の社会的影響（特に家族や仲間）の組み合わせから生じる。
このモデルによると、メディアの暴力は因果関係の影響が弱いものと明確に見なされている。具象的な暴力行為はストレスの多い環境による「触媒作用」を受け、より暴力的傾向の大きい個人では暴力を引き起こさせるのに必要なストレスがより少ない。幾つかの初期の研究(Ferguson et al., 2008)がこの見解を支持している。 受刑者を使った近年の研究も、同様に触媒モデル支持を打ち出している。具体的には、触媒モデルで示唆されているように、犯罪加害者はメディアで見たものを自身の犯罪に様式や行動としてたまに取り入れることがあったが、犯罪を実行する動機自体はメディアの視聴と関連がなかった。

### モラルパニック理論
この分野に関連した最後の理論はモラル・パニックである。デヴィッド・ゴーントレットにより概ね解明されたこの理論は、新たなメディアに関する懸念は昔からあって周期的に見られるいう前提のものである。この観点では、年長者や権力者側からは通常使われない新たなメディアに関して、社会は紋切り型の否定的信念を形成する。学識者や政治家によって採用される研究や立場は、その事案を冷静に観察して評価するというよりも、既存の信念を確認している傾向がある。最終的にこの騒ぎは数年ないし数十年後に消えてしまうが、これまでにない別の新しいメディアが導入されるとまたも姿を現す。

## 批判
米国小児科学会や米国心理学会といった団体はこの関連性を確認するために数千もの研究（米小児学会によると3500）が実施されたと指摘するが、それ以外の人達はこの情報は誤りだと主張している。科学系学術誌で実施された、テレビ、映画、音楽、ビデオゲーム上の暴力効果に関する査読付き研究は約200件に過ぎない。批評家は、約半数がメディアとその後の攻撃性（暴力犯罪ではない）の間に何らかの関連性を発見し、もう半分は暴力的メディアの消費とその後のいかなる種類の攻撃性との間にも関連性が見つからないと主張している。
メディアと暴力との関連性への批判は、以下のものを含めた多くの方法論的問題および理論的問題（ただしこれに限定されない）に焦点が当たっている。
1. 暴力的ゲームと非暴力的ゲームとの間で攻撃性結果を評価する際に、実験条件を適切に統制できない (Adachi & Willoughby, 2010)。 伝統的に、研究者は比較実験のため暴力的ゲーム1本と非暴力的ゲーム1本を選ぶのだが、ゲームの他の特性（例えばアクション性、挫折度、面白さ等）の差異から来る結果として、これらゲームに違った反応が起こるかもしれない点については殆ど考慮されていない。
2. メディア暴力が経験される社会的状況の役割を認知できない。攻撃的な態度や行動における暴力的ビデオゲームに触れた影響を説明する理論モデルにおいては、これらの結果でソーシャルゲームの経験や文脈の影響を理解することになるとは認識されていない。すなわち、様々な社会的状況（オンラインやオフラインゲーム）やソーシャルゲーム経験に関わる社会的原動力の結果としてゲームが及ぼす産物は様々である(Kaye & Bryce, 2012)。既存の理論モデルは、これらの様々な文脈に関係なくゲームの産物が均一なものだと前提している。このことはメディア暴力研究における現学説の重要な限界点である。
3. 攻撃性とメディア暴力を目にすることに関して、標準化され、信頼性が高く、有効性の高い測定手法を採用していない。心理的変動の測定はともかく扱い難いものだが、その測定技術は、標準化され、信頼性が高く、有効性の高いもの（他実験で実証済みなもの）が一般に受け入れられている。しかし、それに関して測定ツールが標準化されたものでないことや、杜撰に使用されていることもしばしばで、一部の学識者は信頼度係数を報告できないと述べている[注釈 4]。この実験は1人の参加者データから「攻撃性」を測定するために数十もの異なる方法を扱う場合もある。この実験を行うのに攻撃性を採用および測定する標準化された方法がなければ、報告された結果が有意と言える攻撃性の計測であったのか、または他の代替手法では得られなかった肯定的結果が得られたという理由で可能性があるものの中から選り抜かれただけなのかを知る方法がない。小児科学術誌の論文では、標準化と検証が十分でない攻撃性の測定値が十分に検証された測定値よりも影響を高めに出している事が判明した(Ferguson&Kilburn,2009)。
4. 否定的な調査結果の報告ができていない。メディア暴力とその後の攻撃性との関連性に肯定的な調査結果と称する記事の多くは、詳しく読むと、実際には否定的結果や決定的でない結果であると、数名の学識者が主張している。その一例がビデオゲームでの実験(Anderson&Dill,2000)箇所で、攻撃性を4つの異なる方法（攻撃性測定は標準化されておらず、信頼性がなく、有効性に欠ける、反応時間競争テスト[注釈 4]を使用）で測定し、それら測定値の1つだけで有意性を見いだしている。ボンフェローニ補正で知られる統計的調整が適切に行われていたら、その発見も有意ではないとされるだろう。これは著者が結果の「（肯定と否定が）入り混じった袋」を見つけて、支持となりうる発見だけを論じ、否定的な発見を無視して論じないためである。重要でない調査結果を報告しない（いわゆる「お蔵入り」）問題は、科学のあらゆる分野で問題となっているが、メディア暴力などの公表分野では特に問題となる場合がある。
5. 「第三」変数に関する説明ができていない。メディア暴力の研究は遺伝、個性、家庭内暴力を受けていたなど他の変数（一部の人々が暴力的になる理由や、彼らが自ら暴力的メディアに接することを選ぶ理由のいずれも説明しうるかもしれないもの）に関してきちんと説明していない、と一部の学識者が主張している。近年の幾つかの研究では、精神衛生、家族環境、個性などの変数が統制されている場合、ビデオゲームやテレビの暴力と青少年期の暴力との間に予測されたような関連がなかったことが判明した(Ferguson, San Miguel & Hartley, 2009; Ybarra et al., 2008, Figure 2)。
6. 「攻撃性」を適切に定義できていない。実験での攻撃性測定は批評家から疑問視されている (Mussen & Rutherford, 1961; Deselms & Altman, 2003)。批評家の主な懸念は、攻撃性の実験的測定に関する外的妥当性の問題である。ただし、攻撃性の概念自体の妥当性が疑問視されることは滅多にない。攻撃性の様々な形態に関する非常に細かい分類が存在する。攻撃性の特別な亜型（要は近親攻撃性と社会攻撃性）を示すのに使われる特別な専門用語について研究者が同意するかどうかにかかわらず、攻撃性の概念は常に査読付き学術誌で操作的に定義される。しかし、これら攻撃性の操作的定義の多くが特に批判されている。実験での攻撃性測定の多くはかなり疑わしいものである[16]。他の研究では、他の人に危害を加えることを目的とした「攻撃」と、2人の個人（一般的には子供）が互いに楽しむ目的で合意的に行なう攻撃的に振る舞うふりをする「攻撃的な遊び（例:敵と味方で行う「ヒーローごっこ」など）」とを区別できない(Goldstein)。
7. 「影響」の規模が小さい。 研究の世界では「統計的有意性」の意味が曖昧である。影響規模の計測は統計的有意性の解釈に役立てられる。217の研究のメタ分析では、 実験での影響規模がr = .37で調査ではr = .19と、小中規模の影響だった(Paik and Comstock,1994)。しかし、これらの研究の大半は他人に対する攻撃性を実際には測定していない。分析を行ったPaikとComstockは、他人に対する攻撃とりわけ実際の暴力犯罪が考慮されるのなら、メディア暴力とこれらの結果との関係はほぼゼロだと指摘している。影響はその規模によって与えるものが変わりうる[注釈 5]。メディア暴力の研究では通常、ごく小さな一時的影響が生じるが、それが現実世界で大きな影響へと変わることはない。メディア暴力の研究者は、多くの医学研究も小さな影響をもたらすと述べてしばしばこれを擁護している(Block and Crain, 2007)[17]。
8. メディアの暴力率が暴力犯罪率と相関していない。メディア暴力を社会の暴力に結び付ける理論の限界点の1つは、メディアの暴力（1950年代以来一貫して確実に増加しているように見える）が暴力犯罪（人類史を通じて上がったり下がったりが繰り返されてきた）と相関してしかるべきという点である。 1950年代から90年代までのデータだけを議論することで、メディア暴力研究者は相関関係があるという幻想を作っているが、実際はそうなっていない。米国では、1880年代（記録が最初に保存された時）と1930年代に、関連する暴力的メディアの急増なしで暴力的犯罪の大きな急増が発生し、米国の殺人率は1930年代よりも高くなったことが一度もない。同じく、1990年代半ばに暴力犯罪率（青少年含む）が劇的に減少して低さを維持している一方で、同じ期間中に暴力的メディアが増え続けて暴力的ビデオゲームが追加されたことが確認されているが、前述の理論ではその理由を説明できない。暴力的メディアの影響を裏付けるものとして引用されることも多い国際比較研究(Huesmann & Eron,1986)では、分析に含まれる大部分の国（米国含む、そしてアメリカの少年に関する研究でさえも）で暴力的テレビ番組と攻撃的行動との間に関連性を見いだすことができなかった。
9. テレビでの暴力題材は、現実世界で発生する暴力のレベルを反映したものである。 米国ではテレビ番組編成者の多くが、自分達の番組は現実世界で起こっている暴力を単に鏡映ししたものだと主張している。CBSのゼブ・ブラウンは、1990年に暴力法案についての討議で「私達は暴力的な社会に住んでいます。芸術が生活様式を模倣することはあっても、その逆方向はありません。議会は、社会の投影を綺麗にするよりも社会そのものを綺麗にするほうが良いでしょう」と主張した[18]。

文化と暴力的メディアという研究の大部分は、アメリカのコミュニケーションおよび心理学の研究に由来している。暴力的メディアの「影響」に関する懸念は、ヨーロッパや他の先進国地域における公的および学術的論説ではさほど顕著ではない。概ねこれは、特にヨーロッパとオーストラリアの学識者が、メディアと文化という関係が北米の心理学とコミュニケーションの研究でしばしば認められるよりも扱いが遥かに複雑であることを認識しているためである。文化はこれらの複雑さを私たちが理解する上で重要であり、文化、メディア、政治、人間の暴力の間に明確な因果関係はないという認識がある。それらは社会的相互作用と歴史を通じて互いに複雑な方法で単純に作用している。
2019年3月13日にRoyal Society Open Science誌で発表された小規模な研究では「暴力的な音楽のファンと非ファンの両方が、音楽ジャンルに関係なく、中立的な映像よりも暴力的な映像に対して否定的な傾向を一般的に示した」ことが判明した。

## 批判に対する論説
1. 社会科学ではメディア間にありうる条件の差を制御するために無作為抽出実験を用いるが、これらは慎重に行う必要がある。一般的な研究では、子供ないし成人期前期は異なるメディア条件に無作為で割り当てられ、その後攻撃的になるきっかけがもたらされた場合に観察が行われる。因果関係を主張する研究者は、方法論的かつ統計的に確立された理論と実証的データに基づいた自身の研究を擁護している[22]。
2. 一部の結果の決定的でない性質に関して、因果効果を主張するメディア研究者は研究を誤って解釈したり選択的報告するのが批評家だと主張することが多い(Anderson et al., 2003)。議論の双方とも、自分達自身の「原因」に最も有利な別々の発見を強調している場合がある。
3. 「第三の」変数に関して、因果効果を主張する暴力メディア研究者達は、他の変数が攻撃性に関与している可能性があること (Bushman & Anderson, 2001)[23] や攻撃性が変数の集まった結果だと認めている。「第三変数」で知られるこれらの変数は、見つかった場合は恐らく媒介変数[注釈 6]になる。媒介変数はメディア暴力の影響を「説明して切り抜ける」ことが可能である。例えば、攻撃的気質はメディア暴力の影響を緩和することが実証されていると一部の学者が主張しているが(Bushman)、幾つかの研究で「攻撃的気質」は暴力的メディアを目にすることと攻撃性の間の関連性を説明しているよう見える。他の変数も暴力メディアの影響を緩和することが分かっている (Bushman & Geen, 1990)[25]。もう一つの問題は、実験的研究が潜在的な交絡変数を扱う方法である。研究者は無作為抽出を使って一般に第3変数として引用されるもの（つまり、性別、攻撃的気質、暴力メディアへの嗜好）の影響を中和しようとしている。実験計画は条件について無作為抽出を採用しているため、実験結果におけるそうした従属変数の影響は無作為（体系的ではない）と想定されている。ただし、相関研究でも同じことが言えるわけではなく、相関研究でこういった変数を統制できないと研究の解釈を限定してしまう。多くの場合、性別のような単純なものが、暴力メディアの影響を「媒介」できることが証明されている。
4. 攻撃性に関して、問題は攻撃性の定義とはあまり関係がないかもしれないが、むしろ研究で攻撃性をどのように計測するかと、攻撃性と暴力犯罪が世間の目にどのように相互変換可能に使用されるかが問題である。
5. この問題における議論の多くは「小さな」影響と見なされるものに関する曖昧さを中心に展開しているように思える。因果関係を主張するメディア暴力研究者は、暴力的メディア効果で指摘された影響の大きさが医学界で重要だと考えられている医学研究の一部で発見されたものと類似すると論じている(Bushman & Anderson, 2001)、とはいえ医学研究が社会科学と同じく解釈の一部欠陥に難儀する可能性もある。ただし、この議論は不備のある統計に基づいたものだと反論されている(Block & Crain, 2007)[26]。この両名は先の社会科学者たち(Bushman&Anderson)が医療効果の大きさを計算ミスしていたことを発見した。医療科学と社会科学どちらの影響の規模もその解釈は始まったばかりの状況である。
6. より最近では、因果効果を主張するメディア暴力研究者が社会的なメディア消費と暴力犯罪率はあまり関連がないことを認めているが、これはよく理解されていない他の変数による可能性が高いと主張している。 しかし、この（他の変数による）影響は現時点のメディア暴力理論での説明が乏しく、メディア暴力研究者は反証不可能な理論[注釈 7]に後退しないよう注意する必要があるだろう(Freedman, 2002)。
7. 因果関係を主張する研究者は、現実世界と比べてテレビで見られる暴力行為の不一致が大きいと主張している。ある研究では、現実世界で発生する犯罪の頻度と、米国のAmerica's Most Wanted、Top Cops、American Detectiveといった現実に基づくテレビ番組で流される放映される犯罪頻度を比較した(Oliver, 1994)。犯罪の種類は暴力犯罪と非暴力犯罪の2つのカテゴリに分類した。すると、現実世界で起こる犯罪の87％は非暴力犯罪なのだが、テレビで流される犯罪で非暴力犯罪と考えられるものは13％だけだった[18]。メディアと現実の犯罪との間にあるこの不一致は、メディアの影響理論を支持するどころかはほぼ間違いなく反論であろう。昔の幾つかの研究はボクシングの試合を殺人と結び付けていた[27]、ところが他の研究者たちはそうした繋がりが環境的な誤謬を連想させると考えている。何らかの因果関係を実際に確立するには、さらに多くの研究が必要である[28]。

大まかに総括すると、メディアで描かれる暴力と現実世界の暴力との間に直接的因果が確認できるとは言えないが、何らかの相関関係は否定できないので、両者の違い（相関関係と因果関係）を踏まえて曲解せずに批判を行うべきだという論説である。ただし、実験における計測方法論や定義問題に関する批判（これらは科学として仮説を確かめる上では非常に重要）に対する反論はなく、メディアの影響を研究する人達が乗り越えるべき課題も大きいと言える。

## メディア暴力と若者の暴力
米国の子供たちは平均で1日6時間メディアと接して過ごす。しかし、幾人かの学識者 は過去数十年でメディアコンテンツの暴力が増加するにつれて、若者間の暴力犯罪が急減少したと指摘している。特にテレビ媒体で描かれる暴力は（番組内で）罰せられることが一般的なので、暴力行為の発現には影響していないという。暴力メディアの視聴を減らすことで攻撃性が低下するのは歴然であるように思われるかもしれないが、どのような介入が視聴を減らすかは明らかではない。この研究からの分析では、暴力的メディアの消費と様々な形の親の非共感的な行動が暴力的な非行をわずかに増やし、かつ暴力を是とする規範的信念を相当高めたことが示されている。子どもたちがティーン年齢に成長するにつれ、暴力的メディアに関連する暴力行為の証拠は一貫性して減っていく。この減少は因果関係に拠るものではないと学識者の大半が警告してはいるが、この観察結果は暴力メディアに関する因果的な有害影響に反するものだとも結論付けている。近年の長期にわたる若者の研究結果では、暴力的ビデオゲームをプレイしたり、暴力的テレビ番組を見ることと、青少年の暴力やイジメとの間に長期的な関連は見つからなかった。

## 暴力メディアと軽微な攻撃的行動との関係
暴力的メディアには深刻な肉体的攻撃、イジメ、若者の暴力に結びつく証拠が殆どないことが分かってきて、現在では議論の大部分が暴力的メディアがもっと軽微な攻撃性に影響を与えるか否かに焦点を当てているようである。若者の暴力行為を扱う訴訟の歴史を評した1987年の記事では、裁判所が暴力行為に対してメディアの責任を問うことを躊躇していたことが示されている。現在、この問題でコンセンサスに到達したものはない。例えば、1974年にアメリカ公衆衛生局長は「圧倒的コンセンサスと科学諮問委員会で全会一致の報告書は、テレビ放映された暴力が実際に私たち社会の特定メンバーに悪影響を及ぼしていることを指摘している」と証言した。しかし2001年までに、公衆衛生局の事務所がある保健福祉省は概ねそのことを覆して、暴力的メディアを軽微な役割に過ぎないと変更し、研究における多くの重大な限界について指摘した。複数の研究では、暴力メディアが脱感作に寄与するか否かについても意見が分かれている。

### 暴力メディアと文化的研究
メディアと暴力に関する研究の多くは、米国での特に心理学とメディア・コミュニケーション研究の関連研究分野から導かれたものである。メディアと暴力の関係についてのヨーロッパやオーストラリアでの研究は遥かに幅広く、政治、文化、社会関係により明確に組み込まれている.。ジェフ・ルイスの著書『Media Culture and Human Violence（直訳:メディア文化と人間の暴力）』は、暴力メディア研究の伝統的アプローチに異を唱えている。ルイスの主張によれば、暴力とは概ねメディア、政治、他の文化的言説を通して絶えず更新される社会的プロセスと思考様式との相互作用によって生み出されたものである。暴力は（人間が時に起こしてしまう害悪行動として）政府や法律・言論メディアの文章内で「公認された(authorised)」または「公然と起こりうる(legitimate)」ものとして継続的に存在している。したがって、ルイスは暴力は「自然なもの」だと提唱し、暴力があらゆる種類のメディアによって引き起こされるという説に異を唱えている。むしろ、メディアは文化的に生み出されて受け継がれた思考様式や「意識」と相互作用して、暴力が発生しうる条件を創造しているという。これら「暴力的思考」の形態は、歴史的に根ざしたヒエラルキーな社会組織のプロセスに組み込まれている。これら階層組織のシステムが我々の知識と信念を形づくり、その中で暴力が政府や他の権力組織により常態化され公認されるよう成熟していく。そのため、暴力とメディア間の関連性は非常に複雑であるが現代文化の規範的枠組み内に存在している、との説がある。